# ارسطو (دهانه)
ارسطو یک دهانه برخوردی در ماه است.

## دهانه‌های اقماری
این دهانه ۳ دهانه اقماری دارد.
| Aristoteles | عرض جغرافیایی | طول جغرافیایی | قطر         |
| ----------- | ------------- | ------------- | ----------- |
| M           | ۵۳٫۵° N       | ۲۷٫۲° E       | ۷٫۰ کیلومتر |
| D           | ۴۷٫۵° N       | ۱۴٫۷° E       | ۶٫۰ کیلومتر |
| N           | ۵۲٫۹° N       | ۲۶٫۸° E       | ۵٫۰ کیلومتر |